# Arthur Darvill
Thomas Arthur Darvill (17 de junio de 1982) es un actor inglés, profesionalmente conocido como Arthur Darvill. Destaca su trabajo en las obras Terre Haute (2006) y Swimming with Sharks (2007), y su papel de Rory Williams en la serie de televisión británica Doctor Who, pero actualmente es más conocido por su papel como el capitán de la Waverider, Rip Hunter, en la serie de televisión Legends of Tomorrow.

## Primeros años
La madre de Darvill trabajaba con máscaras, mascotas y actuando en la calle como miembro del Teatro de Mascotas de Cannon Hill, que estaba asentado en el Midlands Arts Center (Birmingham), y fue de gira por Inglaterra y el mundo. Antes del nacimiento de su hermana, Darvill fue a algunas de las giras, ayudando a preparar el espectáculo. Su padre tocaba el órgano Hammond para artistas, entre otros Edwin Starr, Ruby Turner, Five Young Cannibals y UB40. Arthur fue a la escuela en Bromsgrove School, en Worcestershire de 1993 a 2000.

## Carrera

### Primeros trabajos
Darvill se unió a la compañía de teatro juvenil Stage2 a la edad de 10 años. Fue miembro de 1991 a 2000 y consiguió un trabajo en CITV en 2000 como presentador de continuidad entre los espacios, con el nombre de Tom Darvill.[cita requerida] A la edad de 18, Darvill se mudó a Londres con cuatro amigos del teatro juvenil, cada uno había conseguido plaza en una escuela de arte dramático. Se mudaron a una casa en White City juntos. Darvill estudió interpretación en la Royal Academy of Dramatic Art, y está entrenado en combate escénico.
Darvill hizo su debut profesional en el escenario interpretado al criminal condenado Harrison en Terre Haute de Edmund White, que se representó en el Assembly Rooms (Edimburgo) durante el Edinburgh Festival Fringe. Su interpretación fue alabada por Nicholas de Jongh de Evening Standard y Susannah Clap de The Observer. Darvill apareció en la versión de Terre Haute para Trafalgar Studios en 2007. Su interpretación le valió la nominación a mejor actor revelación en la edición de 2007 de los Evening Standard Theatre Awards.
Darvill interpretó a Rob en el monólogo de 2007 Stacy, en una representación The Times le describió como "irresistible". Más tarde ese mismo año, apareció en la producción del Vaudeville Theatre de Swimming with Sharks junto a Christian Slater, Helen Baxendale, y Matt Smith (lo que le valió una nominación a actor revelación de Londres). En 2008, Darvill hizo su debut en televisión en el drama de crimen de la ITV He Kills Coopers. El mismo año, interpretó a Edward "Tip" Dorrit en el serial de la BBC La pequeña Dorrit.

### De 2010 en adelante yDoctor Who
Darvill comenzó a interpretar a Rory Williams, acompañante del Undécimo Doctor en la quinta temporada de la serie de ciencia ficción de la BBC Doctor Who (volviendo a trabajar con su compañero de Swimming with Sharks Matt Smith=. Se convirtió en un personaje regular en la sexta temporada, y confirmó que aparecería en la séptima temporada., siendo la séptima temporada la última para él. Darvill tuvo un papel menor como caballerizo en la película de Ridley Scott de Robin Hood, e interpretó a Mick allagher en Sex & Drugs & Rock & Roll. En el verano de 2011, apareció en Fausto en el Shakespeare's Globe Theatre en Londres.
Darvill también es músico y compositor; ha escrito canciones para el Bush Theatre,[cita requerida] y compuesto la banda sonora para la obra de 2008 Frontline de Che Walker en el Globe Theatre. En junio de 2008, el musical Been So Long basada en la obra de 1998 de Ché Walker se estrenó en el Young Vic. Darvill había trabajado con Walker un buen número de años desde que se conocieron en RADA, desarrollando canciones y música para el espectáculo. El musical se representó en el Latitude Festival en julio y tuvo una gira en el Traverse Theatre en agosto. Darvill recibió un premio Judge's Discretionary Award de la MTM por su música. En 2010, Darvill ayudó a promocionar el álbum en solitario de Fyfe Dangerfield, tocando con él en sesiones en el espectáculo de Graham Norton y en Xfm.
Darvill ha desarrollado trabajos de radio y de voz, incluyendo audiolibros de Doctor Who. En diciembre de 2011, interpretó a Keith Moon en la obra de BBC Radio 4 Burning Both Ends. En 2012, dio voz a Gulliver en la adaptación de Radio 4 de Los viajes de Gulliver y a Sam en el cortometraje Penguin.

## Vida personal
Darvill toca la guitarra y el teclado y formó en sus años de adolescencia una banda indie llamada Edmund, nombre inspirado en Edmund Pevensie, su personaje favorito en El león, la bruja y el armario. Le encanta cocinar y asistir al teatro y a conciertos de música. Colecciona artículos de taxidermia.

## Filmografía

### Cine
| Año       | Título              | Papel               | Notas          |
| --------- | ------------------- | ------------------- | -------------- |
| 2001      | Sooty               | Tom                 |                |
| 2008      | He Kills Coppers    | Police constable    |                |
| 2008      | Little Dorrit       | Edward "Tip" Dorrit | 7 episodios    |
| 2010–2012 | Doctor Who          | Rory Williams       | Temporadas 5–7 |
| 2012      | Pond Life           | Rory Williams       | Miniserie      |
| 2012      | The Paradise        | Bradley Burroughs   | Capítulo 5     |
| 2013      | Broadchurch         | Paul Coates         | 8 Capítulos    |
| 2016—2021 | Legends of Tomorrow | Rip Hunter          | 36 episodios   |
| 2022      | The Sandman         | Richard Madoc       | 1 episodio     |

| Año  | Título                    | Papel          | Notas            |
| ---- | ------------------------- | -------------- | ---------------- |
| 2009 | Pelican Blood             | Cameron        |                  |
| 2010 | Sex & Drugs & Rock & Roll | Mick Gallagher |                  |
| 2010 | Robin Hood                | Groom          |                  |
| 2012 | Penguin                   | Sam            | Cortometraje Voz |

### Teatro
| Año  | Título                 | Papel            | Notas                                          |
| ---- | ---------------------- | ---------------- | ---------------------------------------------- |
| 1996 | Little Shop of Horrors | Seymour Krelborn | Midlands Arts Centre                           |
| 2006 | Terre Haute            | Harrison         | Wildman Room, Assembly Rooms Trafalgar Studios |
| 2007 | Stacy                  | Rob              | Arcola Theatre                                 |
| 2007 | Swimming with Sharks   | Rex              | Vaudeville Theatre                             |
| 2010 | Marine Parade          |                  | Old Market, Hove                               |
| 2011 | Doctor Faustus         | Mefistófeles     | Shakespeare's Globe                            |
| 2012 | Our Boys               | Parry            | Duchess Theatre                                |

### Videojuegos
| Año  | Título                         | Papel         | Notas            |
| ---- | ------------------------------ | ------------- | ---------------- |
| 2012 | Doctor Who: The Gunpowder Plot | Rory Williams | Voz y apariencia |